# Indeleble
Indeleble es el undécimo álbum de estudio de la cantautora de rock en español mexicana Alejandra Guzmán. Fue lanzado al mercado bajo el sello discográfico Sony BMG Norte el 4 de abril de 2006, siendo el último de Guzmán bajo el sello, del cual formó parte desde 1993. El álbum es producido por Loris Ceroni y cuenta con canciones escritas por Mario Domm, vocalista de Camila.

## Información
Indeleble obtuvo varios reconocimientos: disco de oro y disco de platino en México por sus altas ventas aproximadamente 300 000 copias vendidas; dos premios "Oye!"; y además, dos nominaciones al Grammy Latino. Este disco representó el regreso de Alejandra a la cima del éxito. Volverte a amar ha sido uno de los mayores éxitos comerciales que la cantante ha tenido, manteniéndose en el primer lugar por meses. El segundo sencillo fue el tema 'Quiero estar contigo'  que logró también colarse en el gusto del público. Además de estos temas, también sonoron Mujer  y Necesito amarme; el primer estuvo musicalizando el unitario Mujer casos de la vida real y el segundo se incluyó en el soundtrack de la película Así del precipicio.  El disco muestra a una Alejandra muy diferente a la imagen que venía manejando, esto se puede notar en el arte del disco. En ese año, fue la artista mexicana más rentable para los empresarios y sus shows registatron una audiencia muy grande. Después de este disco, Alejandra deja la firma Sony BMG y firma con  EMI Music en septiembre de 2007. También referido hacer intocable en forma atómica

## Lista de canciones
| Indeleble |                        |                                                    |          |  |
| N.º       | Título                 | Escritor(es)                                       | Duración |  |
| 1.        | «Quiero estar contigo» | Mario Domm, Ettore Grenci, Alejandra Guzmán        | 3:37     |  |
| 2.        | «Déjalo»               | Erik Buffat, Loris Ceroni, Óscar Schiebell         | 4:26     |  |
| 3.        | «No estoy llorando»    | Ettore Grenci, Kalimba                             | 3:02     |  |
| 4.        | «Al final de cuentas»  | América Jiménez, Luis Fernando Ochoa, Tommy Torres | 3:33     |  |
| 5.        | «Volverte a amar»      | Mario Domm, Alejandra Guzmán                       | 3:40     |  |
| 6.        | «Mujer»                | Alejandra Guzmán, Jodi Maureen, George Noriega     | 3:41     |  |
| 7.        | «Necesito amarme»      | Mario Domm, Alejandra Guzmán                       | 3:04     |  |
| 8.        | «Tirando piedras»      | Alejandra Guzmán, Jodi Maureen, César Valle        | 3:56     |  |
| 9.        | «Marta»                | Paty Cantú, César Valle                            | 3:20     |  |
| 10.       | «Bye bye»              | Claudia Menkarski, Jean-Yves Ducornet              | 3:51     |  |
| 11.       | «Siénteme a tu lado»   | Alejandra Guzmán, Jodi Maureen, César Valle        | 4:08     |  |
| 40:18     |                        |                                                    |          |  |

## Posicionamiento
| Lista (2006)                    | Posición |
| ------------------------------- | -------- |
| México Álbumes Top 100          | 1        |
| U.S. Billboard Latin Pop Albums | 12       |
| U.S. Billboard Top Latin Albums | 22       |
| U.S. Billboard Top Heatseekers  | 21       |

| Fin de año                       | Posición |
| -------------------------------- | -------- |
| México Álbumes Top 100 - 2006    | 6        |
| México Álbumes Top Género - 2006 | 4        |

## Sencillos
- «Volverte a amar»
- «Quiero estar contigo»
- «Mujer»
- «Necesito amarme»